# John Stokes (cónego)
John Stokes BCanL (falecido em 1503) foi um cónego de Windsor de 1486 a 1503.

## Carreira
Ele foi nomeado:
- Diretor do All Souls College, Oxford 1466-1494[2]
- Reitor de Broughton, Oxfordshire

Ele foi nomeado para a sexta bancada na Capela de São Jorge, Castelo de Windsor em 1486 e manteve a canonaria até 1503.